# Mongolská lidová strana
Mongolská lidová strana (zkratka MLS, mongolsky: Монгол Ардын Нам (МАН)) je nejstarší politická strana v Mongolsku.
Po Mongolské revoluci v roce 1921 se strana v zemi chopila moci a začala v ní budovat socialismus. Do roku 2010 se strana jmenovala Mongolská lidová revoluční strana a hlavní ideologiemi byl marxismus-leninismus a komunismus. Po Mongolské revoluci v roce 1990 se strana přeorientovala na sociálně demokratický typ strany a v letech 1990-1996, 2000-2004, 2006-2012, 2014 byla ve vládě. V parlamentních volbách v roce 2016 strana drtivě zvítězila s více než 45 % hlasů, čímž získala 65 ze 76 mandátů ve Velkém lidovém churalu a snadno sestavila jednobarevnou vládu.
Její kandidáti na prezidenta úspěšně vyhráli prezidentské volby v roce 1997, 2001 a 2005.